# Thorben Marx
Thorben Marx est un footballeur allemand né le 1er juin 1981 à Berlin.

## Carrière
- 2000-2006 : Hertha BSC Berlin  Allemagne
- 2006-2009 : Arminia Bielefeld  Allemagne
- 2009-2015 : Borussia Mönchengladbach  Allemagne

## Palmarès
- Hertha Berlin
  - Vainqueur de la Coupe de la Ligue d'Allemagne : 2001 et 2002